# 巴盖什沃尔
巴盖什沃尔（Bageshwar），是印度北阿坎德邦巴盖什沃尔县的一个城镇。总人口7803（2001年）。

## 人口
该地2001年总人口7803人，其中男性4306人，女性3497人；0—6岁人口1053人，其中男563人，女490人；识字率75.14%，其中男性为78.91%，女性为70.49%。